# Араб (Алабама)
Араб (англ. Arab) — місто (англ. city) в США, в округах Маршалл і Каллмен штату Алабама. Населення — 8461 особа (2020).

## Географія
Араб розташований за координатами 34°19′49″ пн. ш. 86°30′3″ зх. д. / 34.33028° пн. ш. 86.50083° зх. д. (34.330328, -86.500771).  За даними Бюро перепису населення США в 2010 році місто мало площу 33,97 км², з яких 33,62 км² — суходіл та 0,35 км² — водойми.

## Демографія
Згідно з переписом 2010 року, у місті мешкало 8050 осіб у 3359 домогосподарствах у складі 2257 родин. Густота населення становила 237 осіб/км².  Було 3693 помешкання (109/км²).
Расовий склад населення:
| - 96,6 % — білих - 0,7 % — азіатів - 0,6 % — корінних американців - 0,1 % — вихідців з тихоокеанських островів - 0,1 % — чорних або афроамериканців |

До двох чи більше рас належало 1,1 %. Частка іспаномовних становила 1,7 % від усіх жителів.
За віковим діапазоном населення розподілялося таким чином: 23,7 % — особи молодші 18 років, 57,2 % — особи у віці 18—64 років, 19,1 % — особи у віці 65 років та старші. Медіана віку мешканця становила 42,2 року. На 100 осіб жіночої статі у місті припадало 88,6 чоловіків;  на 100 жінок у віці від 18 років та старших — 83,5 чоловіків також старших 18 років.
Середній дохід на одне домашнє господарство  становив 58 059 доларів США (медіана — 40 292), а середній дохід на одну сім'ю — 71 577 доларів (медіана — 55 878). Медіана доходів становила 44 038 доларів для чоловіків та 34 107 доларів для жінок. За межею бідності перебувало 16,7 % осіб, у тому числі 25,8 % дітей у віці до 18 років та 10,0 % осіб у віці 65 років та старших.
Цивільне працевлаштоване населення становило 3367 осіб. Основні галузі зайнятості: освіта, охорона здоров'я та соціальна допомога — 20,3 %, виробництво — 15,5 %, роздрібна торгівля — 14,3 %.